# Jornal de Angola
Das Jornal de Angola ist eine staatliche angolanische Tageszeitung, die in Luanda beim Verlag Edições Novembro erscheint.
Das Blatt veröffentlicht täglich Nachrichten über in- und ausländische Politik, Wirtschaft, Sport, Kultur, Gesellschaft sowie den „nationalen Wiederaufbau“. Die tägliche Auflage beträgt ca. 40.000 Stück. Die Zeitung benutzt ANGOP, AFP, Thomson Reuters, EFE, Lusa und Prensa Latina als internationale Nachrichtenquellen. Direktor ist Víctor Silva, der zugleich Leiter des Verlages ist.
Neben dem gedruckten Blatt gibt es eine Online-Ausgabe. Die Zeitung ist mit Redaktionen in allen 18 Provinzen des Landes vertreten.

## Geschichte
Das Jornal de Angola war bis 2008 die erste und einzige Tageszeitung in Angola nach der Unabhängigkeit 1975. Während der Zeit von 1975 bis 1991, in der Angola ein als sozialistisch firmierender Einparteienstaat war, fungierte das Jornal de Angola ausdrücklich als Organ des Staates bzw. der herrschenden Partei, des damals marxistisch-leninistischen MPLA. Auch seit dem Übergang Angolas zur (stark präsidentialistischen) Mehrparteiendemokratie steht das Jornal de Angola völlig unter dem Einfluss des MPLA, das aufgrund seiner Wahlerfolge die herrschende Partei geblieben ist. Diese Konstellation hat wesentlich dazu beigetragen, dass inzwischen als Gegengewicht eine Vielzahl privater Wochenzeitungen entstanden ist.